# Puszcza Korabiewska
Puszcza Korabiewska – obszar leśny na terenie gminy Puszcza Mariańska w województwie mazowieckim, wchodzący w skład Bolimowskiego Parku Krajobrazowego. W obrębie Puszczy Korabiewskiej leży rezerwat przyrody Puszcza Mariańska.
W średniowieczu Puszcza Korabiewska tworzyła zwarty kompleks leśny wraz z pobliskimi puszczami – Bolimowską, Wiskicką i Jaktorowską, sięgający aż do Puszczy Kampinoskiej.